# Municipio de Dale (condado de O'Brien)
El municipio de Dale (en inglés: Dale Township) es un municipio ubicado en el condado de O'Brien en el estado estadounidense de Iowa. En el año 2010 tenía una población de 409 habitantes y una densidad poblacional de 4,41 personas por km².

## Geografía
El municipio de Dale se encuentra ubicado en las coordenadas 43°2′27″N 95°40′59″O / 43.04083, -95.68306. Según la Oficina del Censo de los Estados Unidos, el municipio tiene una superficie total de 92.76 km², de la cual 92,76 km² corresponden a tierra firme y (0 %) 0 km² es agua.

## Demografía
Según el censo de 2010, había 409 personas residiendo en el municipio de Dale. La densidad de población era de 4,41 hab./km². De los 409 habitantes, el municipio de Dale estaba compuesto por el 98,29 % blancos, el 0,24 % eran afroamericanos, el 0,24 % eran amerindios, el 0,24 % eran asiáticos y el 0,98 % eran de una mezcla de razas. Del total de la población el 0 % eran hispanos o latinos de cualquier raza.